# Kom (canção de Timoteij)
Kom é uma canção de verão relacionado pelo grupo europop sueco Timoteij. Foi gravado em 2009 e escrito por Niclas Arn, Karl Eurén e Gustav Eurén e é o único single do álbum de estréia do grupo Längtan.
Timoteij participaram do Melodifestivalen 2010 com Kom e terminaram em primeiro na terceira semi-final em Gotemburgo, e, portanto, avançou para a final no Globe Arena em Estocolmo. A canção terminou em 5 º lugar com um total de 95 pontos. Ela acabou por ser escolhido para representar a Suécia no OGAE Second Chance Contest e terminou em primeiro lugar.